# Pályi Ede
Pályi Ede, 1891-ig Klein (Monostorpályi, 1865. február 1. – Budapest, Józsefváros, 1930. december 10.) magyar újságíró.

## Életrajza
Klein Ede néven született a tiszántúli községben, szülőhelye tiszteletére vette föl a Pályi nevet. Szülei Klein Mihály és Rubinstein Róza voltak. Jogi és filozófiai tanulmányait a budapesti egyetemen végezte, majd a nagyváradi Kereskedelmi Akadémia tanára, illetve a Kereskedelmi Kamara titkára volt. Az 1890-es években a fővárosba költözött: itt először a Magyarország című lap munkatársa, a hétköznapi számok vezércikkírója volt. 1900-ban Bánffy Dezsővel megalapította a Magyar Szó című lapot, 1907-től pedig a Budapesti Naplót, később Az Est Lapokat szerkesztette. Számos filozófiai és közgazdasági műve jelent meg.

## Családja
Budapesten a Király utcában, a Síp utca Rákóczi úthoz közeli szakaszán, majd a Ráday utcában lakott. Házastársa Palágyi Mária volt.
Lánya Pályi Flóra, később Flora Klee-Palyi (1893–1961) festőművész, grafikus, könyvillusztrátor, műfordító, aki Philipp Klee műkedvelő orvoshoz ment feleségül és Németországba költözött.

## Művei
- Metafizika (Budapest, 1911)
- Az új ember erkölcstana (Budapest, 1916)
- Kommunista közmegegyezés (Budapest, 1919)
- Közgazdaságunk rendezése (Budapest, 1921)